# 鱗鉄鉱
鱗鉄鉱（りんてっこう、lepidocrocite、レピドクロサイト）は鉱物（水酸化鉱物）の一種。針鉄鉱とともに、いわゆる「褐鉄鉱」をなす。石英属の鉱物の内部にインクルージョンとして混入する物質の一種。赤色をしているものが多いが、品質の悪いものは黒色もある。水晶の中に、針状・毛髪状・繊維状・粉状の内包物となって出現することが多い。単体での存在はない。水晶の中に、赤色の鱗鉄鉱と赤色の針鉄鉱が混入したものをストロベリークォーツと呼び、宝飾品やアクセサリーとして用いられている。